# Coppa Italia Lega Pro 2012-2013
La Coppa Italia Lega Pro 2012-2013 è stata una competizione di calcio in Italia a eliminazione diretta a cui hanno partecipato tutte le squadre partecipanti in Lega Pro Prima Divisione 2012-2013 e Lega Pro Seconda Divisione 2012-2013. È iniziata il 19 agosto 2012 e si è conclusa con la vittoria del Latina che ha battuto il Viareggio.

## La formula
Vengono ammesse alla competizione le 69 squadre che risultano regolarmente iscritte ai campionati di Lega Pro Prima Divisione 2012-2013 e Lega Pro Seconda Divisione 2012-2013.
La competizione si divide in varie fasi:
- Fase eliminatoria a gironi: vi partecipano le 42 squadre di Prima Divisione e Seconda Divisione che non hanno preso parte al primo turno della Coppa Italia maggiore. Le squadre sono suddivise in 14 gironi di tre squadre. Si giocheranno tre giornate con gare di sola andata, ogni squadra effettuerà una gara interna e una gara esterna. Sono ammesse alla Fase Finale le società classificate al 1º posto per ogni girone (14 società) più le 7 migliori classificate al 2º posto.
- Fase a eliminazione diretta:
  - Primo turno: le 21 squadre qualificate e le 27 provenienti dalla Coppa Italia maggiore si affrontano in una gara di sola andata, le 24 vincitrici si qualificano al turno successivo.
  - Secondo turno: le 24 squadre qualificate si affrontano in una gara di sola andata, le 12 vincitrici si qualificano al turno successivo.
  - Terzo turno: le 12 squadre sono divise in 4 gironi da 3 squadre ciascuno, con partite di sola andata; le prime di ogni girone si qualificano alle semifinali.
- Semifinali e Finale: si giocano a eliminazione diretta, con partite di andata e ritorno.

## Fase eliminatoria a gironi

### Girone A
| Squadra           | P.ti | G | V | N | P | GF | GS | DR |
| ----------------- | ---- | - | - | - | - | -- | -- | -- |
| 1. Casale         | 6    | 2 | 2 | 0 | 0 | 3  | 0  | +3 |
| 2. Pro Patria     | 1    | 2 | 0 | 1 | 1 | 1  | 2  | -1 |
| 3. Vallée d'Aoste | 1    | 2 | 0 | 1 | 1 | 1  | 3  | -2 |

| Arbitro: | Mirko Oliveri (Palermo) |

|  |           |                   |
|  | Marcatori | 16’ (rig.) Curcio |

| Arbitro: | Federico Fanton (Lodi) |

|            |           |             |
| Kanoute 6’ | Marcatori | 32’ Artaria |

| Arbitro: | Marco Serra (Torino) |

|                      |           |  |
| Siega 56’ Curcio 63’ | Marcatori |  |

### Girone B
| Squadra        | P.ti | G | V | N | P | GF | GS | DR |
| -------------- | ---- | - | - | - | - | -- | -- | -- |
| 1. Savona      | 6    | 2 | 2 | 0 | 0 | 5  | 1  | +4 |
| 2. Alessandria | 1    | 2 | 0 | 1 | 1 | 1  | 2  | -1 |
| 3. Pavia       | 1    | 2 | 0 | 1 | 1 | 2  | 5  | -3 |

| Arbitro: | Davide Ghersini (Genova) |

|             |           |              |
| Martini 32’ | Marcatori | 44’ Scampini |

| Arbitro: | Mirko Oliveri (Palermo) |

|               |           |  |
| De Martis 35’ | Marcatori |  |

| Arbitro: | Cristian Brasi (Seregno) |

|            |           |                                         |
| Chessa 55’ | Marcatori | 20’, 57’ Romero 37’ Cattaneo 64’ Scotto |

### Girone C
| Squadra   | P.ti | G | V | N | P | GF | GS | DR |
| --------- | ---- | - | - | - | - | -- | -- | -- |
| 1. Como   | 6    | 2 | 2 | 0 | 0 | 7  | 3  | +4 |
| 2. Renate | 3    | 2 | 1 | 0 | 1 | 3  | 3  | 0  |
| 3. Monza  | 0    | 2 | 0 | 0 | 2 | 2  | 6  | -4 |

| Arbitro: | Daniele Minelli (Varese) |

|                                        |           |                                               |
| Bellitta 73’ (aut.) Finotto 89’ (rig.) | Marcatori | 41’, 69’ Donnarumma 70’ Gammone 81’ Tremolada |

| Arbitro: | Diego Bruno (Torino) |

|                   |           |  |
| Brighenti 3’, 89’ | Marcatori |  |

| Arbitro: | Simone Aversano (Treviso) |

|                                          |           |                 |
| Donnarumma 28’, 81’ Tremolada 71’ (rig.) | Marcatori | 52’ Santonocito |

### Girone D
| Squadra        | P.ti | G | V | N | P | GF | GS | DR |
| -------------- | ---- | - | - | - | - | -- | -- | -- |
| 1. Tritium     | 3    | 2 | 1 | 0 | 1 | 3  | 2  | +1 |
| 2. Mantova     | 3    | 2 | 1 | 0 | 1 | 1  | 1  | 0  |
| 3. Castiglione | 3    | 2 | 1 | 0 | 1 | 2  | 3  | -1 |

| Arbitro: | Alessandro Caso (Verona) |

|  |           |              |
|  | Marcatori | 76’ Avanzini |

| Arbitro: | Daniele Bindoni (Venezia) |

|  |           |                 |
|  | Marcatori | 26’ Pietribiasi |

| Arbitro: | Piero Ceccato (Bassano del Grappa) |

|              |           |                                         |
| Avanzini 67’ | Marcatori | 14’ Cusaro 45+1’ Cogliati 54’ Casiraghi |

### Girone E
| Squadra           | P.ti | G | V | N | P | GF | GS | DR |
| ----------------- | ---- | - | - | - | - | -- | -- | -- |
| 1. Feralpisalò    | 4    | 2 | 1 | 1 | 0 | 2  | 1  | +1 |
| 2. Bassano Virtus | 3    | 2 | 1 | 0 | 1 | 3  | 3  | 0  |
| 3. Venezia        | 1    | 2 | 0 | 1 | 1 | 1  | 2  | -1 |

| Arbitro: | Antonio Rapuano (Rimini) |

|              |           |                   |
| Ferretti 33’ | Marcatori | 3’, 14’ Bentoglio |

| Arbitro: | Andrea Merlino (Udine) |

|              |           |                             |
| Margarita 2’ | Marcatori | 35’ Ferretti 64’ Gasparello |

| Salò 29 agosto 2012 3ª giornata | Feralpisalò             | 0 – 0 | Venezia | Stadio Lino Turina (200 spett.)\| Arbitro: \| Mirko Oliveri (Palermo) \| |
| Arbitro:                        | Mirko Oliveri (Palermo) |       |         |                                                                          |

### Girone F
| Squadra                 | P.ti | G | V | N | P | GF | GS | DR  |
| ----------------------- | ---- | - | - | - | - | -- | -- | --- |
| 1. Forlì                | 6    | 2 | 2 | 0 | 0 | 6  | 0  | +6  |
| 2. Giacomense           | 3    | 2 | 1 | 0 | 1 | 5  | 1  | +4  |
| 3. Bellaria Igea Marina | 0    | 2 | 0 | 0 | 2 | 0  | 10 | -10 |

| Arbitro: | Enzo Vesprini (Macerata) |

|  |           |                                                                |
|  | Marcatori | 19’, 21’ (rig.) Dal Rio 30’ Nazzani 73’, 90’ (rig.) Varricchio |

| Arbitro: | Stefano D'Angelo (Ascoli Piceno) |

|                                                             |           |  |
| Melandri 21’ Petrascu 70’, 85’ Oggiano 83’ Buonaventura 84’ | Marcatori |  |

| Masi San Giacomo 29 agosto 2012 3ª giornata   | Giacomense | 0 – 1       | Forlì | Stadio Comunale Savino Bellini |
| \| \| \| \| \| \| Marcatori \| 46’ Oggiano \| |            |             |       |                                |
|                                               |            |             |       |                                |
|                                               | Marcatori  | 46’ Oggiano |       |                                |

### Girone G
| Squadra          | P.ti | G | V | N | P | GF | GS | DR |
| ---------------- | ---- | - | - | - | - | -- | -- | -- |
| 1. Rimini        | 4    | 2 | 1 | 1 | 0 | 4  | 2  | +2 |
| 2. Santarcangelo | 4    | 2 | 1 | 1 | 0 | 3  | 2  | +1 |
| 3. Fano          | 0    | 2 | 0 | 0 | 2 | 0  | 3  | -3 |

| Arbitro: | Gian Luca Sacchi (Macerata) |

|                        |           |  |
| Zanigni 3’ Ferrari 52’ | Marcatori |  |

| Arbitro: | Manuele Verdenelli (Foligno) |

|  |           |               |
|  | Marcatori | 24’ Saporetti |

| Arbitro: | Daniele Martinelli (Roma) |

|                       |           |                    |
| Graziani 19’, 81’ 99’ | Marcatori | 55’ Maio 67’ Morga |

### Girone H
| Squadra      | P.ti | G | V | N | P | GF | GS | DR |
| ------------ | ---- | - | - | - | - | -- | -- | -- |
| 1. Viareggio | 4    | 2 | 1 | 1 | 0 | 5  | 2  | +3 |
| 2. Gavorrano | 3    | 2 | 1 | 0 | 1 | 3  | 5  | -2 |
| 3. Pontedera | 1    | 2 | 0 | 1 | 1 | 4  | 5  | -1 |

| Arbitro: | Carmine Di Ruberto (Nocera) |

|  |           |            |
|  | Marcatori | 16’ Rosati |

| Arbitro: | Dario Melidoni (Frattamaggiore) |

|                          |           |                   |
| Arrighini 18’ Caponi 40’ | Marcatori | 68’, 80’ Magnaghi |

| Arbitro: | Piero Carmine (Nola) |

|                                      |           |                 |
| Grifoni 13’ Lo Sicco 27’ Rolando 53’ | Marcatori | 38’, 78’ Grassi |

### Girone I
| Squadra             | P.ti | G | V | N | P | GF | GS | DR |
| ------------------- | ---- | - | - | - | - | -- | -- | -- |
| 1. Poggibonsi       | 6    | 2 | 2 | 0 | 0 | 3  | 1  | +2 |
| 2. Borgo a Buggiano | 3    | 2 | 1 | 0 | 1 | 2  | 2  | 0  |
| 3. Prato            | 0    | 2 | 0 | 0 | 2 | 0  | 2  | -2 |

| Arbitro: | Niccolò Pagliardini (Arezzo) |

|          |           |  |
| Tafi 35’ | Marcatori |  |

| Arbitro: | Riccardo Baldicchi (Città di Castello) |

|  |           |          |
|  | Marcatori | 72’ Nolè |

| Arbitro: | Niccolò Baroni (Firenze) |

|             |           |                          |
| Magheri 12’ | Marcatori | 34’ Bronchi 55’ Bianconi |

### Girone L
| Squadra     | P.ti | G | V | N | P | GF | GS | DR |
| ----------- | ---- | - | - | - | - | -- | -- | -- |
| 1. L'Aquila | 6    | 2 | 2 | 0 | 0 | 7  | 2  | +5 |
| 2. Teramo   | 1    | 2 | 0 | 1 | 1 | 3  | 5  | -2 |
| 3. Foligno  | 1    | 2 | 0 | 1 | 1 | 3  | 6  | -3 |

| Arbitro: | Stefano Giovani (Grosseto) |

|              |           |                                             |
| Fiordiani 2’ | Marcatori | 26’, 77’ Improta 41’ Infantino 65’ Carcione |

| Arbitro: | Andrea Morreale (Roma) |

|                        |           |                                      |
| Ferrani 19’ Bucchi 37’ | Marcatori | 45+1’ Pietro Balistreri 86’ Barbetta |

| Arbitro: | Fabio Maresca (Napoli) |

|                                       |           |              |
| Colussi 3’ Infantino 12’ Carcione 28’ | Marcatori | 23’ Bellucci |

### Girone M
| Squadra    | P.ti | G | V | N | P | GF | GS | DR |
| ---------- | ---- | - | - | - | - | -- | -- | -- |
| 1. Aprilia | 3    | 2 | 1 | 0 | 1 | 3  | 2  | +1 |
| 2. Latina  | 3    | 2 | 1 | 0 | 1 | 2  | 2  | 0  |
| 3. Fondi   | 3    | 2 | 1 | 0 | 1 | 2  | 3  | -1 |

| Arbitro: | Antonio Di Martino (Teramo) |

|  |           |                                  |
|  | Marcatori | 36’ (rig.) Calderini 48’ Ferrari |

| Arbitro: | Marco Capilungo (Lecce) |

|  |           |                            |
|  | Marcatori | 77’ De Giosa 88’ Tortolano |

| Arbitro: | Stefano Giovani (Grosseto) |

|               |           |                             |
| Calderini 20’ | Marcatori | 62’ Cucciniello 86’ Palumbo |

### Girone N
| Squadra            | P.ti | G | V | N | P | GF | GS | DR |
| ------------------ | ---- | - | - | - | - | -- | -- | -- |
| 1. Campobasso      | 4    | 2 | 1 | 1 | 0 | 4  | 2  | +2 |
| 2. Arzanese        | 4    | 2 | 1 | 1 | 0 | 3  | 1  | +2 |
| 3. Aversa Normanna | 0    | 2 | 0 | 0 | 2 | 1  | 5  | -4 |

| Arbitro: | Enrico Lazzeri (Arezzo) |

|                |           |                                    |
| De Martino 90’ | Marcatori | 28’ Sciarra 52’ Konate 75’ Morante |

| Arbitro: | Niccolò Pagliardini (Arezzo) |

|                         |           |  |
| Riccio 55’ Esposito 61’ | Marcatori |  |

| Arbitro: | Alessandro Greco (Lecce) |

|             |           |            |
| Morante 13’ | Marcatori | 81’ Riccio |

### Girone O
| Squadra        | P.ti | G | V | N | P | GF | GS | DR |
| -------------- | ---- | - | - | - | - | -- | -- | -- |
| 1. Martina     | 6    | 2 | 2 | 0 | 0 | 3  | 1  | +2 |
| 2. Salernitana | 3    | 2 | 1 | 0 | 1 | 2  | 2  | 0  |
| 3. Melfi       | 0    | 2 | 0 | 0 | 2 | 0  | 2  | -2 |

| Arbitro: | Carlo Amoroso (Paola) |

|             |           |  |
| Mounard 66’ | Marcatori |  |

| Arbitro: | Raffaelle Losito (Pesaro) |

|  |           |              |
|  | Marcatori | 44’ Speranza |

| Arbitro: | Juan Luca Sacchi (Macerata) |

|                               |           |                 |
| De Lucia 43’ Mangiacasale 80’ | Marcatori | 90+1’ Capozzoli |

### Girone P
| Squadra          | P.ti | G | V | N | P | GF | GS | DR |
| ---------------- | ---- | - | - | - | - | -- | -- | -- |
| 1. HinterReggio  | 6    | 2 | 2 | 0 | 0 | 3  | 0  | +3 |
| 2. Vigor Lamezia | 3    | 2 | 1 | 0 | 1 | 3  | 1  | +2 |
| 3. Milazzo       | 0    | 2 | 0 | 0 | 2 | 0  | 5  | -5 |

| Arbitro: | Antonio Lacagnina (Caltanissetta) |

|                           |           |  |
| De Luca 31’, 60’ Rana 55’ | Marcatori |  |

| Arbitro: | Rosario Abisso (Palermo) |

|  |           |                                 |
|  | Marcatori | 28’ Anzilotti 48’ (rig.) Khoris |

| Arbitro: | Gaetano Intagliata (Siracusa) |

|            |           |  |
| Khoris 10’ | Marcatori |  |

## Fase a eliminazione diretta

### Primo turno
Le partite sono state giocate il 3 ottobre 2012.
| Squadra 1      | Risultato       | Squadra 2      |
| -------------- | --------------- | -------------- |
| Como           | 1 - 0           | Casale         |
| Cuneo          | 2 - 3 (dts)     | Tritium        |
| Virtus Entella | 0 - 1           | Savona         |
| Cremonese      | 4 - 1           | Renate         |
| Feralpisalò    | 1 - 2           | Südtirol       |
| Lumezzane      | 2 - 1           | AlbinoLeffe    |
| Treviso        | 0 - 2           | Bassano Virtus |
| Portogruaro    | 3 - 1           | Giacomense     |
| Santarcangelo  | 0 - 3           | Viareggio      |
| Carrarese      | 2 - 4           | Reggiana       |
| Forlì          | 0 - 3           | Carpi          |
| Pisa           | 3 - 0           | Rimini         |
| Poggibonsi     | 6 - 3 (dts)     | San Marino     |
| Perugia        | 2 - 1 (dts)     | L'Aquila       |
| Chieti         | 1 - 4           | Gubbio         |
| Aprilia        | 2 - 1           | Frosinone      |
| Avellino       | 2 - 1 (dts)     | Arzanese       |
| Benevento      | 2 - 1 (dts)     | Barletta       |
| Latina         | 1 - 1 (4-2 dcr) | Paganese       |
| Campobasso     | 1 - 0 (dts)     | Sorrento       |
| Fidelis Andria | 1 - 2 (dts)     | Nocerina       |
| Lecce          | 2 - 1           | Martina        |
| Trapani        | 2 - 0 (dts)     | HinterReggio   |
| Catanzaro      | 2 - 1           | Vigor Lamezia  |

| Arbitro: | Daniele Martinelli (Roma) |

|                   |           |                            |
| Maccan 40’ (rig.) | Marcatori | 32’ (rg.) Evacuo 114’ Ripa |

| Arbitro: | Dario Melidoni (Frattamaggiore) |

|                       |           |              |
| Gomes 10’ Sassano 32’ | Marcatori | 56’ Paganini |

| Arbitro: | Stefano Casaluci (Lecce) |

|                  |           |               |
| Fabbro 36’, 115’ | Marcatori | 67’ Figliolia |

| Arbitro: | Antonio Di Martino (Teramo) |

|                          |           |                |
| Germinale 86’ Marchi 95’ | Marcatori | 29’ Castellani |

| Arbitro: | Andrea Morreale (Roma) |

|              |           |  |
| Candrina 95’ | Marcatori |  |

| Arbitro: | Niccolò Baroni (Firenze) |

|                               |           |                                                |
| Mancuso 38’ Merini 74’ (rig.) | Marcatori | 15’ Ferrara 52’ (rig.) Rossi 60’, 68’ Sprocati |

| Arbitro: | Andrea Adduci (Paola) |

|                             |           |             |
| Fioretti 18’ D'Agostino 63’ | Marcatori | 92’ De Luca |

| Arbitro: | Stefano D'Angelo (Ascoli) |

|               |           |                                             |
| Rovrena 90+3’ | Marcatori | 47’ Nappello 55’ Manzoni 71’, 75’ Bazzoffia |

| Arbitro: | Alessandro Caso (Verona) |

|          |           |  |
| Lisi 80’ | Marcatori |  |

| Arbitro: | Davide Ghersini (Genova) |

|                                               |           |             |
| Sambugaro 38’, 82’ Nizzetto 41’ Previtali 84’ | Marcatori | 27’ Storani |

| Arbitro: | Serra (Torino) |

|                                 |           |                                           |
| Monacizzo 8’ (aut.) Scaglia 37’ | Marcatori | 53’ Cogliati 90+2’, 99’ (rig.) Chinellato |

| Arbitro: | Marco Bellotti (Verona) |

|  |           |                 |
|  | Marcatori | 25’ Quintavalla |

| Arbitro: | Claudio Lanza (Nichelino) |

|               |           |                      |
| Bentoglio 66’ | Marcatori | 21’ Pasi 77’ Bassoli |

| Arbitro: | Raffaele Losito (Pesaro) |

|  |           |                                  |
|  | Marcatori | 5’, 90+1’ Ferretti 60’ Di Gaudio |

| Arbitro: | Francesco Guccini (Albano Laziale) |

|                                   |                      |                               |
| Tortolano 43’ (rig.)              | Marcatori            | 55’ (rig.) Scarpa             |
| Montalto De Giosa Jefferson Agius | Tiri di rigore 4 – 2 | Tortori Girardi Romano Franco |

| Arbitro: | Vincenzo Ripa (Nocera Inferiore) |

|                         |           |                |
| Di Maio 39’ Rosafio 65’ | Marcatori | 42’ Provenzano |

| Arbitro: | Antonio Rapuano (Rimini) |

|                          |           |             |
| Galuppini 42’ Baraye 97’ | Marcatori | 57’ Personé |

| Arbitro: | Valerio Marini (Roma) |

|                            |           |              |
| Fabinho 32’ Clemente 90+1’ | Marcatori | 52’ Triarico |

| Arbitro: | Spinelli (Terni) |

|                                |           |  |
| Barberis 22’, 58’ Scappini 87’ | Marcatori |  |

| Arbitro: | Stefano Giovani (Grosseto) |

|                                                                     |           |                                                           |
| Moscarino 28’ Bianconi 32’ Ilari 34’, 92’ (rig.), 100’ (rig.), 114’ | Marcatori | 10’ Chiaretti 90+1’ (rig.) Chiaretti 90+3’ (rig.) Casolla |

| Arbitro: | Armando Gentile (Lodi) |

|                                                |           |            |
| Salzano 47’ (rig.) Antonioli 49’ Rolandone 55’ | Marcatori | 21’ Masini |

| Arbitro: | Enrico Lazzeri (Arezzo) |

|  |           |                                |
|  | Marcatori | 20’, 77’ De Vena 40’ Paparelli |

| Arbitro: | Gaetano Intagliata (Siracusa) |

|                       |           |  |
| Daì 101’ Mancosu 110’ | Marcatori |  |

| Arbitro: | Francesco Strocchia (Nola) |

|  |           |                            |
|  | Marcatori | 69’ Bertoli 73’ Longobardi |

### Secondo turno
Le partite sono state giocate il 17 ottobre 2012.
| Squadra 1      | Risultato       | Squadra 2   |
| -------------- | --------------- | ----------- |
| Como           | 2 - 2 (4-6 dcr) | Tritium     |
| Savona         | 2 - 2 (4-6 dcr) | Cremonese   |
| Südtirol       | 0 - 2           | Lumezzane   |
| Bassano Virtus | 1 - 0           | Portogruaro |
| Reggiana       | 0 - 1           | Viareggio   |
| Pisa           | 2 - 1           | Carpi       |
| Poggibonsi     | 3 - 4           | Perugia     |
| Gubbio         | 0 - 2           | Aprilia     |
| Avellino       | 0 - 1           | Benevento   |
| Latina         | 2 - 0           | Campobasso  |
| Nocerina       | 0 - 1           | Lecce       |
| Trapani        | 2 - 0           | Catanzaro   |

fonte:
| Arbitro: | Pietro Dei Giudici (Latina) |

|  |           |              |
|  | Marcatori | 63’ Cipriani |

| Arbitro: | Enrico Lazzeri (Arezzo) |

|              |           |  |
| Barbieri 57’ | Marcatori |  |

| Arbitro: | Alessio Petroni (Roma) |

|                                   |                      |                                                    |
| Gotler 51’ Tremolada 103’         | Marcatori            | 84’ T. Arrigoni 111’ E. Bortolotto                 |
| Scialpi Gotler Fautario Tremolada | Tiri di rigore 4 – 6 | T. Arrigoni E. Bortolotto Cremaschi Spampatti Teso |

| Arbitro: | Valerio Marini (Roma) |

|  |           |                                     |
|  | Marcatori | 53’ (rig.) Ferri Marini 59’ Marfisi |

| Arbitro: | Francesco Strocchia (Nola) |

|                                         |           |  |
| Pagliaroli 11’ Di Bartolomeo 72’ (aut.) | Marcatori |  |

| Arbitro: | Alessandro Caso (Verona) |

|  |           |             |
|  | Marcatori | 25’ Malcore |

| Arbitro: | Cristian Brasi (Seregno) |

|                        |           |                |
| Tulli 17’ Scappini 87’ | Marcatori | 90+3’ Ferretti |

| Arbitro: | Edoardo Paolini (Ascoli Piceno) |

|                                                             |           |                                 |
| Salvatori 12’ Cicali 34’ Salvatori 45+2’ Bronchi 57’ (aut.) | Marcatori | 53’ Di Tacchio 54’, 80’ Ciofani |

| Arbitro: | Marco Zappatore (Taranto) |

|  |           |              |
|  | Marcatori | 59’ Magnaghi |

| Arbitro: | Diego Bruno (Torino) |

|                                      |                      |                                               |
| Gallon 13’ (rig.), 47’               | Marcatori            | 38’ Martínez 45+1’ Degeri                     |
| Carta Cantatore Balzaretti Antonelli | Tiri di rigore 4 – 6 | Bonvissuto Previtali Visconti Carlini Marotta |

| Arbitro: | Simone Aversano (Treviso) |

|  |           |                       |
|  | Marcatori | 37’ Kirilov 67’ Torri |

| Arbitro: | Gaetano Intagliata (Siracusa) |

|                       |           |  |
| Romeo 33’ Gambino 49’ | Marcatori |  |

### Terzo turno
Modalità di svolgimento

Le 12 società ammesse formeranno 4 gironi da tre squadre ciascuno, con tre giornate di calendario con gare di sola andata.
Pertanto ogni squadra effettuerà una gara interna e una gara esterna.

Il relativo calendario verrà stabilito con le modalità di seguito riportate:
- 1ª giornata 7 novembre 2012
  - la squadra che riposerà nella prima giornata verrà determinata per sorteggio;
  - per sorteggio verrà determinata anche la squadra che disputerà la prima gara in trasferta;
- 2ª giornata 21 novembre 2012
  - nella seconda giornata riposerà la squadra che avrà vinto la prima gara o, in caso di pareggio, quella che avrà disputato la prima gara in trasferta;
- 3ª giornata 5 dicembre 2012
  - la terza giornata verrà disputata tra le due squadre che non si sono incontrate in precedenza.

Determinazione delle società ammesse alle semifinali

Le società classificate al primo posto di ogni girone sono ammesse alle Semifinali.

Per designare le vincenti di ogni girone di qualificazione, in caso di parità di punteggio fra due o più squadre, si terrà conto, nell'ordine:
- della differenza reti nelle gare di girone
- del maggior numero di reti segnate nelle gare di girone
- del maggior numero di reti segnate nella gara esterna di girone
- del sorteggio

#### Girone A
| Squadra      | P.ti | G | V | N | P | GF | GS | DR |
| ------------ | ---- | - | - | - | - | -- | -- | -- |
| 1. Viareggio | 4    | 2 | 1 | 1 | 0 | 4  | 3  | +1 |
| 2. Cremonese | 3    | 2 | 1 | 0 | 1 | 4  | 3  | +1 |
| 3. Tritium   | 1    | 2 | 0 | 1 | 1 | 1  | 3  | -2 |

| Arbitro: | Enrico Lazzeri (Arezzo) |

|  |           |                      |
|  | Marcatori | 56’ Büchel 87’ Cangi |

| Arbitro: | Piero Ceccato (Bassano del Grappa) |

|             |           |              |
| Giovinco 8’ | Marcatori | 90’ Fioretti |

| Arbitro: | Claudio Bietolini (Firenze) |

|                              |           |                               |
| Bonvissuto 61’ Cremonesi 85’ | Marcatori | 38’, 57’ Magnaghi 75’ Calamai |

#### Girone B
| Squadra      | P.ti | G | V | N | P | GF | GS | DR |
| ------------ | ---- | - | - | - | - | -- | -- | -- |
| 1. Pisa      | 6    | 2 | 2 | 0 | 0 | 6  | 0  | +6 |
| 2. Lumezzane | 3    | 2 | 1 | 0 | 1 | 3  | 6  | -3 |
| 3. Bassano   | 0    | 2 | 0 | 0 | 2 | 2  | 5  | -3 |

| Arbitro: | Paolo Marchesini (Legnago) |

|                                                          |           |  |
| Scappini 25’ (rig.) Strizzolo 54’ Perez 81’ Barberis 85’ | Marcatori |  |

| Arbitro: | Valerio Colarossi (Roma) |

|                          |           |                             |
| Samb 8’, 15’ Kirilov 52’ | Marcatori | 45’ Gasparello 85’ Ferretti |

| Arbitro: | Andrea Morreale (Roma) |

|  |           |                           |
|  | Marcatori | 15’ Benedetti 90+1’ Fondi |

#### Girone C
| Squadra      | P.ti | G | V | N | P | GF | GS | DR |
| ------------ | ---- | - | - | - | - | -- | -- | -- |
| 1. Latina    | 3    | 2 | 1 | 0 | 1 | 3  | 2  | +1 |
| 2. Trapani   | 3    | 2 | 1 | 0 | 1 | 2  | 2  | 0  |
| 3. Benevento | 3    | 2 | 1 | 0 | 1 | 1  | 2  | -1 |

| Arbitro: | Andrea Tardino (Milazzo) |

|               |           |  |
| Germinale 13’ | Marcatori |  |

| Arbitro: | Claudio Bietolini (Firenze) |

|                              |           |              |
| Docente 60’ Romeo 90’ (rig.) | Marcatori | 5’ Bruscagin |

| Arbitro: | Stefano Giovani (Grosseto) |

|                                 |           |  |
| Burrai 43’ (rig.) Jefferson 84’ | Marcatori |  |

### Tabellone
|  | Semifinali | Semifinali | Semifinali | Semifinali | Semifinali |  |  | Finale    | Finale    | Finale | Finale | Finale |  |
|  |            |            |            |            |            |  |  |           |           |        |        |        |  |
|  | Viareggio  | Viareggio  | 1          | 3          | 4          |  |  |           |           |        |        |        |  |
|  | Pisa       | Pisa       | 3          | 0          | 3          |  |  | Viareggio | Viareggio | 1      | 1      | 2      |  |
|  | Lecce      | Lecce      | 0          | 2          | 2          |  |  | Latina    | Latina    | 2      | 1      | 3      |  |
|  | Latina     | Latina     | 2          | 1          | 3          |  |  |           |           |        |        |        |  |

### Semifinali
| Squadra 1 | Totale | Squadra 2 | Andata | Ritorno |
| --------- | ------ | --------- | ------ | ------- |
| Viareggio | 4 - 3  | Pisa      | 1 - 3  | 3 - 0   |
| Lecce     | 2 - 3  | Latina    | 0 - 2  | 2 - 1   |

#### Andata
| Arbitro: | Riccardo Ros (Pordenone) |

|              |           |                             |
| Giovinco 90’ | Marcatori | 14’, 27’ Scappini 44’ Perez |

| Arbitro: | Gian Luca Benassi (Bologna) |

|  |           |                        |
|  | Marcatori | 4’ Agius 80’ Ricciardi |

#### Ritorno
| Arbitro: | Daniele Bindoni (Venezia) |

|  |           |                                       |
|  | Marcatori | 22’ (rig.), 90’ Giovinco 23’ Martella |

| Arbitro: | Juan Luca Sacchi (Macerata) |

|               |           |                    |
| Jefferson 54’ | Marcatori | 6’ Falco 47’ Dramé |

### Finale
| Squadra 1 | Totale | Squadra 2 | Andata | Ritorno |
| --------- | ------ | --------- | ------ | ------- |
| Viareggio | 2 - 3  | Latina    | 1 - 2  | 1 - 1   |

#### Andata
| Arbitro: | Saia (Palermo) |

|                |           |                          |
| Pellegrini 46’ | Marcatori | 61’ Jefferson 86’ Burrai |

#### Ritorno
| Arbitro: | Maresca (Napoli) |

|                     |           |              |
| Burrai 90+7’ (rig.) | Marcatori | 42’ Magnaghi |

## Classifica marcatori
Aggiornata al 21 aprile 2013.
| Gol | Rigori |  | Giocatore          | Squadra       |
| --- | ------ |  | ------------------ | ------------- |
| 6   |        |  | Simone Magnaghi    | Viareggio     |
| 5   | 1      |  | Stefano Scappini   | Pisa          |
| 4   |        |  | Alfredo Donnarumma | Como          |
| 4   | 1      |  | Giuseppe Giovinco  | Viareggio     |
| 4   | 2      |  | Marco Ilari        | Poggibonsi    |
| 3   |        |  | Andrea Barberis    | Pisa          |
| 3   |        |  | Michele Bentoglio  | Feralpisalò   |
| 3   | 1      |  | Salvatore Burrai   | Latina        |
| 3   |        |  | Elio Calderini     | Aprilia       |
| 3   |        |  | Alessandro De Vena | Viareggio     |
| 3   |        |  | Andrea Ferretti    | Carpi         |
| 3   |        |  | Daniele Ferretti   | Bassano       |
| 3   | 1      |  | Fabio De Luca      | Vigor Lamezia |
| 3   | 1      |  | Jefferson          | Latina        |
| 3   | 1      |  | Luca Tremolada     | Como          |